# الأوسمة والميداليات الكويتية
تشمل الجوائز والأوسمة الكويتية على ما يلي:  
- وسام مبارك الكبير. أعلى وسام في الدولة. أُعيد تصميم الشعار عام ١٩٩٢. ويُمنح على فئتين، ويُمنح طوقه لرؤساء الدول فقط.
- وسام الكويت . يُمنح على ست طبقات، أعلى طبقة تُمنح للأمراء أو رؤساء الحكومات.
- وسام الدفاع الوطني، تم إنشاؤه في عام 1962 لمكافأة الخدمة العسكرية الطويلة والمتميزة.
- وسام الافتخار العسكري، أنشئ في عام 1962 لمكافأة الشجاعة والخدمة.
- وسام تحرير الكويت (الكويت) (وسام التحرير). أُنشئ عام ١٩٩٣ تكريمًا لخدمات الكويتيين وحلفائهم خلال حرب تحرير الكويت. يُمنح على خمس طبقات.
- وسام الخدمة العسكرية
- الوسام البرلماني (وسام المجلس)